# Yealmpton
Yealmpton es una localidad situada en el distrito no metropolitano de South Hams, en Devon, Inglaterra (Reino Unido). Tiene una población estimada, a mediados de 2019, de 2015 habitantes.
Está ubicada en el centro de la península del Suroeste, cerca de la ciudad de Exeter y de la orilla del canal de la Mancha (océano Atlántico).